# I Know Where It's At
I Know Where It's At е дебютният сингъл на британската поп група Ол Сейнтс, издаден на 25 август 1997 година. Песента достига до 4-то място във Великобритания, където сингълът е с реализирани продажби от 165 хиляди копия.

## Списък

### Британско (част 1), Канадско и Австралийско CD
1. „I Know Where It's At“ (Culfather and Jo's алтернативен Mix – радио) – 4.03
2. „I Know Where It's At“ (оригинален радио mix) – 4.00
3. „I Know Where It's At“ (Culfather and Jo's алтернативен mix) – 4.46
4. „I Know Where It's At“ (оригинален mix) – 5.02

### Британско CD (част 2)
1. „I Know Where It's At“ (K-Gee's Bounce Mix) – 5.01
2. „I Know Where It's At“ (Nu Birth Riddum дублиране) – 6.30
3. „I Know Where It's At“ (Colour System inc. Vox) – 7.40
4. „Alone“ – 3.31

### Британска касета
1. „I Know Where It's At“ (Culfather and Jo's алтернативен mix) – 4.46
2. „I Know Where It's At“ (оригинален mix) – 5.02

### Американско CD, 7-inch и касета
1. „I Know Where It's At“ (Culfather and Jo's алтернативен Mix – радио) – 4.01
2. „I Know Where It's At“ (оригинален радио mix) – 4.00

### Австралийско CD преиздание
1. „I Know Where It's At“ (оригинален mix) – 5.02
2. „I Know Where It's At“ (оригинален радио mix) – 4.00
3. „I Know Where It's At“ (Nu Birth Riddum дублиране) – 6.30
4. „Never Ever“ (Booker T's вокален микс) – 6.19
5. „Alone“ – 3.31

### Японско CD
1. „I Know Where It's At“ (Culfather and Jo's алтернативен Mix – радио) – 4.03
2. „I Know Where It's At“ (Culfather and Jo's алтернативен mix) – 4.46
3. „I Know Where It's At“ (оригинален mix) – 5.02
4. „Alone“ – 3.31